# Jamie Hamilton (rugby à XV)
Pour les articles homonymes, voir Jamie Hamilton et Hamilton.
Pas d'image ? Cliquez ici

a Compétitions nationales et continentales officielles uniquement.

b Matchs officiels uniquement.
Jamie Hamilton, né le 1er juillet 1970, est un ancien joueur de rugby à XV, qui a évolué avec le club de Leicester Tigers, au poste de demi de mêlée. Il dispute 162 matchs avec les Leicester Tigers, avant de prendre sa retraite et d'intégrer l'encadrement technique du club comme spécialiste des demis de mêlée et de l'analyse vidéo. Il a accepté en 2008 la proposition des Canterbury Crusaders d'intégrer leur staff,,.

## Carrière

### En club
Il joue avec les Leicester Tigers dans le championnat d'Angleterre (1990-2002) et en coupe d'Europe (1997-2003).

## Palmarès

### En club
- Champion d'Angleterre : 1995, 1999, 2000, 2001
- Vainqueur de la Coupe d'Angleterre : 1993, 1997
- Vainqueur de la Coupe d'Europe : 2001, 2002
- Finaliste de la Coupe d'Europe : 1997